# Тучепи
Тучепи (хорв. Tučepi) — населений пункт і громада в Сплітсько-Далматинській жупанії Хорватії.

## Населення
Населення громади за даними перепису 2011 року становило 1931 осіб.
Динаміка чисельності населення громади:

## Клімат
Середня річна температура становить 12,87 °C, середня максимальна – 24,94 °C, а середня мінімальна – -0,11 °C. Середня річна кількість опадів – 886 мм.
| Клімат поселення                              | Клімат поселення | Клімат поселення | Клімат поселення | Клімат поселення | Клімат поселення | Клімат поселення | Клімат поселення | Клімат поселення | Клімат поселення | Клімат поселення | Клімат поселення | Клімат поселення | Клімат поселення |
| Показник                                      | Січ.             | Лют.             | Бер.             | Квіт.            | Трав.            | Черв.            | Лип.             | Серп.            | Вер.             | Жовт.            | Лист.            | Груд.            |                  |
| Середній максимум, °C                         | 10,35            | 10,24            | 12,76            | 15,91            | 20,82            | 24,68            | 24,94            | 24,71            | 21,33            | 17,59            | 12,99            | 10,19            |                  |
| Середня температура, °C                       | 5,21             | 5,07             | 7,62             | 10,75            | 15,65            | 19,51            | 21,43            | 21,19            | 17,82            | 14,09            | 9,47             | 6,68             |                  |
| Середній мінімум, °C                          | 0,03             | −0,11            | 2,43             | 5,56             | 10,48            | 14,32            | 17,94            | 17,68            | 14,33            | 10,58            | 5,97             | 3,18             |                  |
| Норма опадів, мм                              | 82               | 72               | 75               | 75               | 60               | 53               | 36               | 51               | 72               | 100              | 113              | 97               |                  |
| Середньомісячна швидкість вітру, м/с          | 3.58             | 3.92             | 3.92             | 3.53             | 3.10             | 2.82             | 2.86             | 2.70             | 3.07             | 3.24             | 3.99             | 4.09             |                  |
| Середньомісячна сонячна радіація, кДж/м²·день | 5538             | 8202             | 11983            | 16263            | 20004            | 22706            | 24554            | 21684            | 16123            | 10402            | 6046             | 4719             |                  |
| --------------------------------------------- | ---------------- | ---------------- | ---------------- | ---------------- | ---------------- | ---------------- | ---------------- | ---------------- | ---------------- | ---------------- | ---------------- | ---------------- | ---------------- |
| Джерело:                                      |                  |                  |                  |                  |                  |                  |                  |                  |                  |                  |                  |                  |                  |